# Ange (gruppo musicale)
Gli Ange sono un gruppo musicale francese di rock progressivo.

## Storia
La band venne formata nel settembre del 1969 dai fratelli Francis (tastiere) e  Christian Décamps (voce, fisarmonica, chitarra acustica e tastiere).
La formazione che contraddistingue il primo periodo del gruppo, quello più propriamente progressive e generalmente considerato il migliore, è completata da Jean-Michel Brézovar alla chitarra, Daniel Haas al basso (e alla chitarra acustica) e Gérard Jelsch (sostituito da Guénolé Biger a partire da Emile Jacotey) alla batteria.
Il suono del gruppo, seppur già personale e maturo, presenta all'inizio influenze dei Genesis e soprattutto dei King Crimson, benché gli Ange si dimostrino più caldi e lirici, specie nei cantati.
Il suo primo successo in Francia è stato la cover del brano di Jacques Brel Ces gens-là, presente sul loro secondo album Le Cimetière des Arlequins. La band ha tenuto il suo primo concerto il 30 gennaio 1970 al centro culturale "La Pépinière" a Belfort in Francia. Essi hanno eseguito 110 concerti in Gran Bretagna tra il 1973 e il 1976, aprendo il concerto dei Genesis al Reading Festival il 26 agosto 1973, di fronte a 30.000 spettatori.
Uno dei motivi per i quali la band non è riuscita a sfondare nel mercato britannico era perché cantava in francese. Gli Ange alla fine pubblicarono una versione inglese del loro quinto album Par les fils de Mandrin (By the sons of Mandrin), che però vendette poco ed è difficile da trovare, quantunque questa versione sia stata resa disponibile su CD. Purtroppo, dopo tre album, la qualità creativa aveva iniziato a diminuire e Par les fils de Mandrin non è stata probabilmente una buona scelta per cercare di irrompere nel mercato britannico. Au delà du délire, il terzo album, potrebbe essere il miglior prodotto del gruppo ed è consigliato come primo ascolto.
Dopo Par les fils de Mandrin e il doppio album live Tome VI, la band ha usato il mellotron in Guet-apens e poi ha fatto un cambio di direzione verso uno stile più orientato al rock, anche se nel corso degli anni c'è stato qualche ritorno progressive, come per esempio nell'album Les larmes du Dalaï-Lama del 1992. Sponsorizzati dalla radio francese RTL, gli Ange fecero delle continue tournée fino alla fine del 1977, avendo una media di 5.000-6.000 spettatori per concerto. Durante i primi anni (generalmente considerati i migliori), gli altri tre membri della band erano Jean-Michel Brézovar alla chitarra e flauto, Gérard Jelsch alla batteria e Daniel Hass al basso (e chitarra acustica). Nel 1995, gli Ange fecero l'annunciato tour d'addio.
Christian Décamps, prima di riprendere il nome di "Ange" nel 1999, ha pubblicato qualche album come "Christian Décamps et Fils", supportato dalla sua band. La nuova formazione degli Ange ha pubblicato diversi album, da La voiture à eau nel 1999, ed è stata presente al NEARfest del 2006;  è ancora attiva nel 2011.
Francis Décamps e Jean-Michel Brézovar hanno pubblicato anche album solisti.

## Curiosità
I suoni di tastiera della band negli anni '70, mentre ricordano un mellotron, sono di fatto stati generati da un organo Viscount per mezzo di un riverbero Hammond. Tuttavia, come detto sopra, un vero mellotron è stato utilizzato nell'album Guet-Apens del 1978.

## Discografia

### Epoca Christian et Francis Décamps
- Caricatures (1972)
- Le Cimetière des Arlequins (1973)
- Au-delà du délire (1974)
- Emile Jacotey (1975)
- Par les fils de Mandrin (1976)
- By the sons of Mandrin (1977)
- Tome VI: Live 1977 (1977)
- Reimpression (Compilation) (1977)
- En concert: Live 1970-1971 (1977)
- Guet-apens (1978)
- Vu d'un chien (1980)
- Moteur (1981)
- À propos de... (1982)
- La Gare de Troyes (1983)
- Fou (1984)
- Egna (1986)
- Tout feu tout flamme... C'est pour de rire (1987)
- Sève qui peut (1989)
- Vagabondages (Compilation) (1989)
- Les larmes du Dalaï Lama (1992)
- Mémo (Compilation) (1994)
- Un p'tit tour et puis s'en vont: Live 1995 (1995)
- Rideau! : Live 1995 (1995)
- A...Dieu: Live 1995 (1996)
- Ego est au vermeil (Compilation) (1999)
- Sans filet: Live 1981 (collector) (2001)
- Tome 87 (Live) (2002)
- Ange en concert: Par les fils de Mandrin (Millésimé 77) (2004)

### Epoca Christian e Tristan Décamps
- La Voiture à eau (1999)
- Rêve partie: Live 2000 (2000)
- Culinaire lingus (2001)
- ? (2005)
- Souffleurs de Vers (2007)
- Zénith An II: Live 2002 (2007)
- Le bois travaille, même le dimanche (2010)
- moyen age (2012)
- émile jacotey "résurection" (2014)

### Christian Décamps et Fils
- Le mal d'Adam (1979)
- Juste une ligne bleue (1990)
- Nu (1994)
- V'soul Vesoul V'soul (1995)
- 3e étoile à gauche (1997)
- Murmures (2003)